# こっちこい!UFO
『こっちこい!UFO』（こっちこい!ゆーほー）は、1989年にTBS系「火曜ビッグシアター」で放送されたテレビドラマ。主演は武田鉄矢。

## あらすじ
種子島に住む親子、父・一郎（武田鉄矢）と息子・健太郎（伊崎充則）は借金取りに追われる貧しい生活を送っていた。ある日、一郎は健太郎にUFOを見るための望遠鏡を買って欲しいと頼まれるがその願いを叶えられぬまま健太郎は白血病に侵されてしまった。骨髄移植を必要とする高度な治療を受けるため東京の病院に行くことになるのだが・・・。

## キャスト
- 川原一郎 - 武田鉄矢
- 川原健太郎 - 伊崎充則
- 的場今日子 - 仙道敦子
- 川原秋子 - 岡本麗
- 借金取り - 宮尾すすむ
- ルフランのママ - 黒木香
- 神崎文子 - 原知佐子
- ルフランのマネージャー - 佐々とんび
- 今村加代子 - 小河麻衣子
- スチュワーデス - 吉田康子
- 幸一の母 - 三宅悦子
- 看護婦 - 岩切久美
- カメラ屋・店員 - 大野直喜
- 宅配便 - 太組富士雄
- 西本幸一 - 岩瀬威司
- 林田博史 - 関根信行
- 川原久美子 - 青木麻衣子
- 種子島の医師 - 岡本信人
- 篠塚春彦 - 勝野洋
- 田所とみ - 中尾ミエ
- 田所勝治 - 前田吟

- その他 - 芸プロ、劇団ひまわり、劇団いろは、東京児童劇団

## スタッフ
- 脚本 - 清水有生
- 音楽 - 瀬尾一三
- 技術 - 川田万里
- カメラ - 西館博光、佐藤茂夫、小野田芳夫、高越潤、渋谷厚志
- 照明 - 田渕博、金子信男、夏井茂行、野村修司
- 音声 - 渡辺秀治、妹川英明
- 音響 - 館野忠之、斉藤功
- 編集 - 清水正彦
- 美術制作 - 佐藤隆男
- デザイン - 椎葉禎介
- メイク - 石黒真佐代、上地めぐみ
- 衣裳 - 斉藤真蔵、蛭間勇
- 小道具 - 加藤義和、錦織洋史
- 持道具 - 荒木邦世
- 大道具 - 東宝舞台
- 植木 - アサヒ植木
- 建具 - マエヤマ
- 電飾 - 古磨電設
- タイトル - 荒井恵理子
- 衣裳協力 - KOMINE
- 映像協力 - ビクター音楽産業株式会社
- 制作補 - 高橋尚樹
- 演出補 - 山崎俊司、鎌田敏明、小林宏治、村田弘毅、田中奈緒美
- ロケ担当 - 東克治
- 方言指導 - 伊藤敏
- 記録 - 伊藤あずみ
- 協力 - 東通、緑山スタジオ・シティ、高橋レーシング
- ロケ協力 - 南日本放送、種子島観光連絡協議会、西之表市観光協会
- プロデューサー・演出 - 大岡進
- 製作著作 - TBS